# Qianshan, Anqing
Qianshan, tidigare romaniserat Tsienshan, är en stad på häradsnivå som tillhör Anqings stad på prefekturnivå i provinsen Anhui i östra Kina. Orten var tidigare ett härad, men ombildades till en stad på häradsnivå 2018.
Qianshan är indelat i 11 köpingar, fem socknar och en administrativ enhet på sockennivå.
Köpingar (zhen):

- Chashui (槎水镇)
- Guanzhuang (官庄镇)
- Huangbo (黄柏镇)
- Huangni (黄泥镇)
- Huangpu (黄铺镇)
- Meicheng (梅城镇)
- Shuihou (水吼镇)
- Tianzhushan (天柱山镇)
- Wanghe (王河镇)
- Yuantan (源潭镇)
- Yujing (余井镇)

Socknar (xiang):

- Doumu (痘姆乡)
- Longtan (龙潭乡)
- Tafan (塔畈乡)
- Wumiao (五庙乡)
- Youba (油坝乡)

Områden på sockennivå:

- Kaifaqu  (开发区)

## Källa
1. 1 2  ”China: Ānqìng Shì (Ānhuī)”. citypopulation.de. https://citypopulation.de/en/china/townships/anqing/. Läst 29 december 2024.
2. ↑  ”worldpostmarks.net”. Arkiverad från originalet den 2 januari 2015. https://web.archive.org/web/20150102101710/http://worldpostmarks.net/HTML%20Countries/china.htm. Läst 11 februari 2015.